# Emanuele Gonzaga

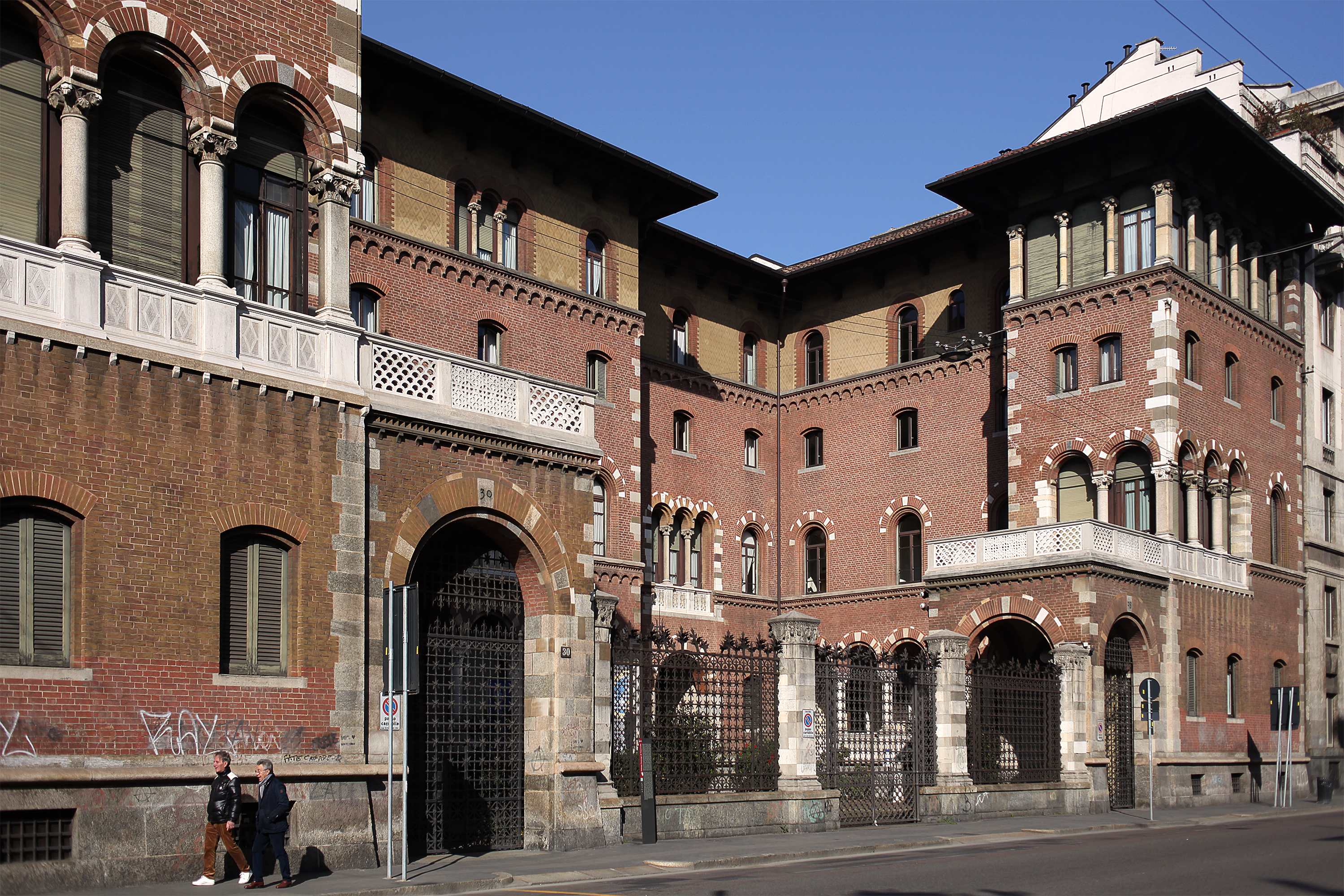
Milano, Palazzo Gonzaga di Vescovado

Emanuele Gonzaga (10 luglio 1858 – Milano, 27 aprile 1914) è stato un nobile italiano, signore di Vescovato e patrizio veneto.

## Biografia
Emanuele Alonso Gonzaga era figlio del principe Domenico Luigi Gonzaga (1796-1877), signore di Vescovato, di Fabio Maria Gonzaga (1773-1848), e di Antonietta Greppi, figlia di Alessandro Greppi conte di Bussero e Corneliano.
Nel 1897 incaricò l'architetto Cecilio Arpesani, allievo di Camillo Boito, di edificare il palazzo di Milano in via San Gerolamo a sua dimora privata.

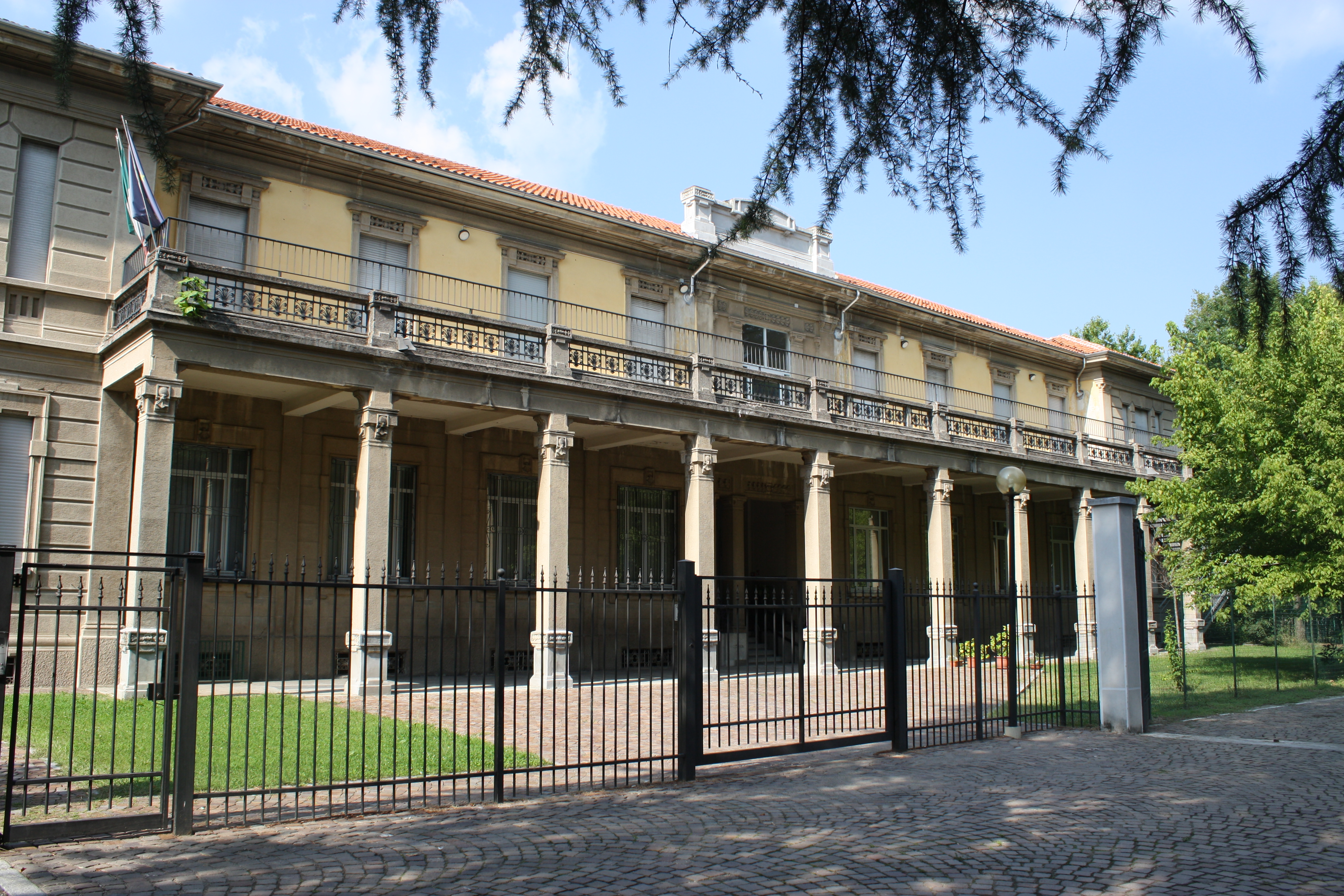
Olgiate Olona, Villa Greppi-Gonzaga

Emanuele Gonzaga divenne proprietario per testamento, assieme al fratello Luigi (1857-1906), di Villa Greppi-Gonzaga a Olgiate Olona, che vendette nel 1905.

## Discendenza
Emanuele sposò il 5 novembre 1880 Gertrude del Carretto, figlia di Giovanni Battista, marchese di Mombaldone e di Enrichetta Dauvers Clearke (1859-1940) ed ebbero sei figli:
- Valentina (1880-1970), sposò Giuseppe Bezzi di Tolentino
- Carolina (1883-1884)
- Carlos Ludovico (1884-1977), signore di Vescovato e militare, sposò Angela Camerini di Vicenza
- Maria Antonietta (1887-?), sposò Pio Leone Medolago Albani
- Elisa Agnese (1890-1910)
- Giovanni Maria (1894-1960), signore di Vescovato, sposò Caterina Medolago Albani